# Tanea
Tanea is een geslacht van weekdieren uit de klasse van de Gastropoda (slakken).

## Soorten
- Tanea areolata (Récluz, 1844)
- Tanea consortis (Finlay, 1924) †
- Tanea euzona (Récluz, 1844)
- Tanea hilaris (G. B. Sowerby, III, 1914)
- Tanea hollmanni Poppe, Tagaro & Stahlschmidt, 2015
- Tanea inexpectata (Finlay, 1924) †
- Tanea lineata (Röding, 1798)
- Tanea magnifluctuata (Kuroda, 1961)
- Tanea mozaica (Sowerby, 1883)
- Tanea pavimentum (Récluz, 1844)
- Tanea picta (Récluz, 1844)
- Tanea pittensis (Marwick, 1928) †
- Tanea praeconsors (Finlay, 1924) †
- Tanea sagittata (Menke, 1843)
- Tanea sublata (Marwick, 1924) †
- Tanea tabularis (Kuroda, 1961)
- Tanea tenuipicta (Kuroda, 1961)
- Tanea tosaensis (Kuroda, 1961)
- Tanea undulata (Röding, 1798)
- Tanea zelandica (Quoy & Gaimard, 1832)